# Sistema fluviale Fiora - Olpeta
Sistema fluviale Fiora - Olpeta este o arie protejată (arie specială de conservare — SAC, sit de importanță comunitară — SCI) din Italia întinsă pe o suprafață de 1.041 ha, integral pe uscat.

## Localizare
Centrul sitului Sistema fluviale Fiora - Olpeta este situat la coordonatele 42°30′58″N 11°39′18″E / 42.516°N 11.655°E.

## Înființare
Situl Sistema fluviale Fiora - Olpeta a fost declarat sit de importanță comunitară în iunie 1995 pentru a proteja 24 de specii de animale. Situl a fost protejat și ca arie specială de conservare în decembrie 2016.

## Biodiversitate
Situată în ecoregiunea mediteraneană, aria protejată conține 6 habitate naturale: Cursuri de apă de la nivel de câmpie la nivel montan, cu vegetație Ranunculion fluitantis și Callitricho-Batrachion, Păduri de Quercus ilex și Quercus rotundifolia, Păduri mixte riverane de Quercus robur, Ulmus laevis și Ulmus minor, Fraxinus excelsior sau Fraxinus angustifolia, de-a lungul marilor râuri (Ulmenion minoris), Râuri mediteraneene cu debit permanent cu specii de Paspalo-Agrostidion și galerii riverane de Salix și de Populus alba, Ape puternic oligomezotrofe cu vegetație bentonică cu Chara spp., Galerii de Salix alba și de Populus alba.
La baza desemnării sitului se află mai multe specii protejate:
- păsări (7): pescăruș albastru (Alcedo atthis), pasărea ogorului (Burhinus oedicnemus),  prundaș gulerat mic (Charadrius dubius), dumbrăveancă (Coracias garrulus), egretă mică (Egretta garzetta), șoim călător (Falco peregrinus), fluierar de mlaștină (Tringa glareola)
- amfibieni (1): Salamandrina terdigitata
- mamifere (8): lupul (Canis lupus), liliac cu aripi lungi (Miniopterus schreibersii), liliac cu picioare lungi (Myotis capaccinii), liliac cărămiziu (Myotis emarginatus), liliac comun (Myotis myotis), liliacul mediteranean cu potcoavă (Rhinolophus euryale), liliacul mare cu potcoavă (Rhinolophus ferrumequinum), liliacul mic cu potcoavă (Rhinolophus hipposideros)
- nevertebrate (2): Austropotamobius pallipes, Vertigo angustior
- pești (4): Alosa fallax, Barbus tyberinus, Rutilus rubilio, Telestes muticellus
- reptile (2): șarpele cu patru dungi (Elaphe quatuorlineata), țestoasa de baltă (Emys orbicularis)

Pe lângă speciile protejate, pe teritoriul sitului au mai fost identificate 1 specie de plante, 3 specii de amfibieni, 1 specie de mamifere, 2 specii de reptile.